# Улица Восстания (Казань)

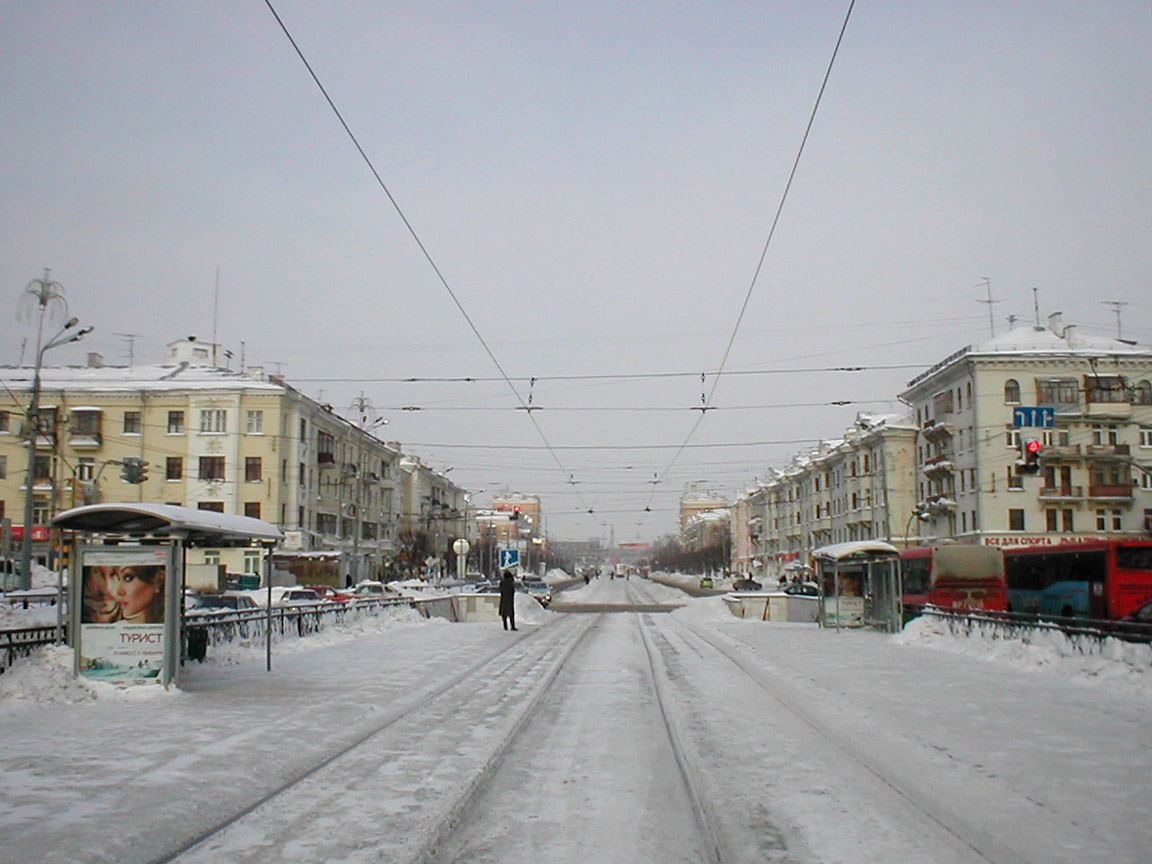
Перекрёсток Декабристов и Восстания

Улица Восстания (тат. Восстание урамы) — шестиполосная магистральная улица в Казани, соединяющая Ново-Савиновский, Московский и Кировский районы. Улица, благодаря своему расположению, является важной межрайонной транспортной магистралью. Проходит через исторические районы посёлок Воровского, Удельная стройка и Пороховая слобода (последние два в советское время были объединены в слободу Восстания)
Улица вместе с одноимёнными слободой, площадью и расположенной значительно поодаль железнодорожной станцией получила название в 1949 году по восстанию рабочих казанского Заречья 1905 года в ходе первой российской революции.

## История
Возникла до революции как 8-я Удельная улица, получив название по местности, в которой она находится. После революции часть домов улицы (в основном  принадлежавшие торговцам) была муниципализирована и занята различными учреждениями: в одном из домов с 1919 года находился детский сад № 49, три дома были переданы под дачи горкоммунотдела; дом Иванова, в котором ранее находился кинематограф, также перешёл в ведение горкоммунотдела.
Протоколом комиссии по наименованию улиц от при Казгорсовете 2 ноября 1927 года была переименована в 9-ю Союзную улицу.
Застройка улицы многоэтажными домами началась во второй половине 1930-х годов с жилого квартала фабрики киноплёнки. В связи с этим, а также связи с постройкой трамвайной линии, улица, после пересечения с 12-й Союзной улицей отклонявшаяся на северо-запад, была спрямлена; отклонявшийся на северо-запад отрезок улицы был отсечён от основной части улицы кварталом фабрики киноплёнки и получил название переулок Восстания. Одним из первых высотных домов был № 58/19.
С 1940-х годов до середины 1950-х годов по улице Восстания курсировал челночный трамвай (маршрут № 10) маршрутом ост. «Восстания» — ост. «Фабрика Кинопленки». Позже маршрут был перенесён в связи с введением ряда автобусных и троллейбусных маршрутов. Рельсы были демонтированы, а асфальтное покрытие восстановлено.
В начале 1970-х годов у площади Восстания на перекрёстке улиц Восстания и Декабристов был сооружён подземный переход, второй (и один из двух на последующие два десятилетия) в городе и первый в его заречной части.
В 1967 году на улице перед зданием школы № 89 к 80-летию со дня рождения был установлен памятник-бюст общественному деятелю, учёному и писателю — Галимжану Ибрагимову.
В 1968 году часть улицы, являвшаяся южной границей посёлка Дружба, была переименована в улицу Голубятникова.
С открытием третьей транспортной дамбы в 1976 году и до 1990-х годов улица стала выполнять роль транзитной, позволяя двигаться транспорту по трассе М7 через Казань не заезжая в центр города.
26 ноября 1980 года на перекрёстке улиц Восстания и Декабристов произошло крушение вертолёта Ка-27, перегоняемого из города Кумертау в Башкирской АССР в город Североморск.
В 1984 году восточная часть улицы от перекрёстка с улицей Короленко получила название в честь маршала Чуйкова.
В начале 1990-х годов имевшаяся по центру улицы зелёная разделительная полоса до перекрёстка с проспектом Ибрагимова была убрана, а в 2007—2008 годах улица одной из первых в Казани была полностью отремонтирована по специальной программе развития дорог в городах-миллионниках: было полностью заменено асфальтовое покрытие, вдоль дороги установлены высокие ограждения, заменены светофоры. С 2009 года на улице Восстания была нанесена выделенная полоса для движения общественного транспорта.
| Многоэтажная жилая застройка | Многоэтажная жилая застройка | Многоэтажная жилая застройка | Многоэтажная жилая застройка                        |
| № дома                       | Год постройки                | Количество этажей            | Примечания                                          |
| ---------------------------- | ---------------------------- | ---------------------------- | --------------------------------------------------- |
| 1 / 79                       | 1965                         | 5                            |                                                     |
| 2/81                         | 1962                         | 5                            | Жилой дом                                           |
| 3                            | 1965                         | 5                            | Жилой дом                                           |
| 4                            | 1962                         | 5                            | Жилой дом                                           |
| 4А                           | 1973                         | 9                            | Жилой дом                                           |
| 5                            | 1964                         | 5                            | Жилой дом                                           |
| 6                            | 1963                         | 5                            | Жилой дом                                           |
| 7                            | 1964                         | 5                            | Жилой дом                                           |
| 8                            | 1963                         | 5                            | Жилой дом                                           |
| 8А                           | 1962                         | 3                            | МБОУ «Школа № 43»                                   |
| 9                            |                              | 1                            | Магазин «Магнит»                                    |
| 10                           | 1962                         | 5                            | Жилой дом                                           |
| 11                           | 1965                         | 5                            | Жилой дом                                           |
| 12                           | 1962                         | 5                            | Жилой дом                                           |
| 12А                          | 1975                         | 9                            | Жилой дом                                           |
| 13                           | 1965                         | 5                            | Жилой дом                                           |
| 14                           | 1962                         | 5                            | Жилой дом                                           |
| 15                           | 1965                         | 5                            | Жилой дом                                           |
| 16                           | 1961                         | 5                            | Жилой дом                                           |
| 17                           | 1962                         | 5                            | Жилой дом                                           |
| 18                           | 1958                         | 5                            | Общежитие с магазином                               |
| 18Б                          | 1956                         | 3                            | Деловой центр «На Восстания»                        |
| 18Б / 6                      | 1956                         | 3                            | Деловой центр «На Восстания»                        |
| 18В                          | 1956                         | 2                            | Жилой дом                                           |
| 18Г                          | 1956                         | 2                            | Жилой дом                                           |
| 19                           |                              | 5                            | Жилой дом                                           |
| 20                           | 1962                         | 5                            | Жилой дом                                           |
| 21                           |                              | 5                            | Жилой дом                                           |
| 22                           | 1957                         | 2                            | Жилой дом                                           |
| 22А                          | 1985                         | 5                            | Общежитие                                           |
| 23                           | 1960                         | 5                            | Жилой дом                                           |
| 24                           | 1962                         | 5                            | Общежитие                                           |
| 25                           |                              | 5                            | Жилой дом                                           |
| 26                           | 1960                         | 5                            | Жилой дом с административными помещениями           |
| 27                           |                              | 5                            | Жилой дом                                           |
| 28                           | 1963                         | 5                            | Жилой дом с административными помещениями           |
| 29                           | 1963                         | 5                            | Жилой дом с административными помещениями           |
| 30                           | 1954                         | 3                            |                                                     |
| 31 / 26                      | 1954                         | 4                            | Жилой дом с торгово-административными помещениями   |
| 32                           | 1966                         | 5                            | Жилой дом                                           |
| 33                           | 1953                         | 3                            | Жилой дом                                           |
| 34                           | 1953                         | 3                            |                                                     |
| 35                           | 1956                         | 3                            | Жилой дом с административными помещениями           |
| 36                           | 1956                         | 4                            |                                                     |
| 37                           | 1953                         | 3                            | Жилой дом с административными помещениями           |
| 38 / 51                      | 1956                         | 4,5                          | Жилой дом                                           |
| 39/60                        | 1953                         | 3                            | Жилой дом с магазином                               |
| 40/160                       | 1953                         | 4-5                          |                                                     |
| 41/49                        | 1956                         | 6                            | Жилой дом с поликлиникой                            |
| 42 / 187                     | 1953                         | 4                            |                                                     |
| 43                           | 1959                         | 5                            | Жилой дом                                           |
| 44А                          |                              | 2                            | Детский сад № 126                                   |
| 46                           | 1954                         |                              |                                                     |
| 48                           | 1950                         | 2                            | Татарская гимназия № 17 имени Галимджана Ибрагимова |
| 49                           | 1957                         | 5-7                          | Жилой дом                                           |
| 50                           | 1956                         | 5                            | Жилой дом с помещениями поликлиники                 |
| 51                           | 1965                         | 5                            | Жилой дом                                           |
| 52                           | 1963                         | 5                            | Жилой дом с торговыми помещениями                   |
| 53                           | 1965                         | 5                            | Жилой дом                                           |
| 54                           | 1958                         | 5                            | Жилой дом                                           |
| 56 / 18                      |                              | 5                            |                                                     |
| 56А                          |                              | 6                            | Жилой дом                                           |
| 57                           | 1965                         | 5                            | Жилой дом                                           |
| 58 / 19                      | 1940                         | 5                            | Жилой дом                                           |
| 59                           | 1965                         | 5                            | Жилой дом                                           |
| 60                           | 2003                         | 5                            | Жилой дом                                           |
| 61                           | 1966                         | 5                            | Жилой дом                                           |
| 61А                          |                              | 2                            | Центр внешкольной работы Московского района         |
| 62                           | 2008                         | 10                           |                                                     |
| 65                           | 1966                         | 5                            | Жилой дом                                           |
| 67                           |                              | 4                            | Жилой дом                                           |
| 67А                          | 2005                         | 5                            | Жилой дом                                           |
| 69                           | 1967                         | 5                            | Жилой дом                                           |
| 71                           | 1966                         | 5                            |                                                     |
| 72                           | 1968                         | 5                            |                                                     |
| 73                           | 1966                         | 5                            | Жилой дом                                           |
| 74                           | 1967                         | 5                            |                                                     |
| 75                           | 1966                         | 5                            |                                                     |
| 76                           | 1968                         | 5                            |                                                     |
| 77                           | 1966                         | 5                            |                                                     |
| 78                           | 1968                         | 5                            |                                                     |
| 79                           | 1966                         | 5                            |                                                     |
| 80                           |                              | 4                            | Гимназия № 122 имени Жанетты Зайцевой               |
| 80А                          | 2014                         | 10,18                        | Жилой дом                                           |
| 80Б                          |                              | 4                            | Офисное здание                                      |
| 81                           | 1966                         | 5                            |                                                     |
| 82                           |                              | 5                            | Администрация Кировского и Московского районов      |
| 82А                          | 2017                         | 24                           | Жилой дом «Веснушки»                                |
| 83                           | 1968                         | 9                            |                                                     |
| 84                           | 2001                         | 9                            | Жилой дом                                           |
| 85                           |                              | 2                            | Макдоналдс                                          |
| 86                           |                              | 1                            | Магазин                                             |
| 86А                          | 2012                         | 9                            | Жилой дом                                           |
| 87                           |                              | 5                            | Жилой дом                                           |
| 89                           | 1967                         | 5                            | Жилой дом                                           |
| 90                           | 1959                         | 3                            | Жилой дом                                           |
| 90А                          | 1980                         | 9                            | Жилой дом                                           |
| 91                           | 1967                         | 5                            | Жилой дом                                           |
| 92                           | 1936                         | 2                            | Офисное здание                                      |
| 93                           | 1963                         | 5                            | Жилой дом                                           |
| 93А                          | 1971                         | 5                            | Общежитие ППФ «Тасма»                               |
| 94                           |                              | 3                            | Офисное здание                                      |
| 98                           | 1935                         | 2                            | Киностудия ПО «Тасма»                               |
| 100 корп. 266Д               |                              | 5                            | Бизнес-парк «Технополис»                            |
| 100 корп. 9013               |                              | 5                            | Завод «Тасма»                                       |
| 101                          | 1997                         | 9                            | Жилой дом с офисными помещениями на 1 и 2 этажах    |
| 105                          | 2005                         | 14                           | Жилой дом                                           |
| 106                          | 1957                         | 3                            | Жилой дом                                           |
| 107                          | 2006                         | 14                           | Жилой дом                                           |
| 108                          |                              | 2                            | Жилой дом                                           |
| 108А                         |                              | 2                            | ПАТП № 4                                            |
| 109                          | 2007                         | 14                           | Жилой дом                                           |
| 110                          |                              | 2                            | Жилой дом                                           |
| 111                          | 1965                         | 5                            | Жилой дом                                           |
| 115                          | 1968                         | 5                            | Жилой дом                                           |
| 118 стр                      |                              | 6                            | Парковка                                            |
| 119                          |                              | 2                            | Гостиница «Троя»                                    |
| 119А                         | 1978                         | 9                            | Общежитие ППФ «Тасма»                               |
| 120 стр                      |                              |                              | Жилой дом                                           |
| 121                          |                              | 2                            | Жилой дом                                           |
| 121А                         | 1984                         | 9                            | Жилой дом                                           |
| 123                          | 1996                         | 10                           | Жилой дом                                           |
| 123А                         | 1992                         | 9                            | Жилой дом                                           |
| 127                          | 2007                         | 14                           | Жилой дом                                           |
| 129                          | 2013                         | 16                           | Жилой дом с торговыми помещениями                   |

## Расположение
Улица Восстания пролегает с востока на запад Казани от пересечения с улицами Короленко, Голубятникова, Маршала Чуйкова, являясь продолжением последней, (Ново-Савиновский район Казани), проходит через весь Московский район Казани, до перекрестка с кольцевым движением с улицами Фрунзе, Болотникова и Горьковское шоссе (Кировский район Казани), пересекая улицы Октябрьская, Коллективная, посёлок Воровского, Ибрагимова, Тунакова, Декабристов, Восход, Исаева, Кулахметова, Васильченко, Бакалейная, Краснококшайская.

## Объекты, расположенные на улице
- №№ 4а, 12а, 22 — жилые дома треста «Гидроспецстрой»[тат.].[13]
- №№ 5, 7, 11, 13, 15, 76 — кооперативные дома.
  - № 5 — жилой дом  химзавода им. Куйбышева.[14]
  - № 7 — жилой дом авиазавода.[15]
  - № 11 — жилой дом стройтреста № 1.[16]
  - № 13 — жилой дом завода оргсинтеза.[17]
  - № 15 — жилой дом моторостроительного завода.[18]
  - № 76 — жилой дом авиазавода.[19]
- № 8а — школа № 43.
- № 17, 18, 19, 115 — жилые дома треста «Казаньхимстрой»[тат.].[20]
- № 16, 30, 34, 35, 36/62 — жилые дома стройтреста № 1[тат.].[21][22][23][24]
- № 31, 33, 37, 47/185 —жилые дома завода радиокомпонентов.[25][26]
- № 32а — детский сад № 286 «Слонёнок».
- № 36 — школа № 61 (коррекционная).
- № 39/60, 41/49 — жилые дома ТЭЦ-2.[27]
- № 38/51, 40/160 — жилые дома моторостроительного завода.[25]
- № 44а — детский сад № 126 (бывший производственного объединения «Тасма»).[28]
- № 45/158, 49 — жилые дома вертолётного завода.[25][29]
- № 42/187, 46, 52, 54, 58, 60, 62, 66, 68, 70, 87, 89, 90, 90а, 91, 93, 93а, 95, 97, 101, 103, 105, 106, 107, 108, 109, 110, 113, 117, 119а, 121, 121а, 123а — жилые дома ПО «Тасма».[30][31][32][33][34][35]
  - № 58 — жилой дом ИТР фабрики «Киноплёнка-8» (арх. Андрей Спориус, 1939 год).[36]
  - №№ 60, 62, 66, 68, 70 — 3-х этажные жилые дома для работников фабрики «Киноплёнка-8» (снесены, арх. Андрей Спориус, 1936 год).[36]
- № 48 — гимназия № 17; во дворе гимназии установлен памятник Галимджану Ибрагимову.
- № 50 — жилой дом авиазавода.[25]
- № 63а — детский сад № 231 «Капелька» (бывший управления Казанских тепловых сетей).[28]
- № 64 — детский сад № 174 (бывший производственного объединения «Тасма»).[28]
- № 72/1 — жилой дом Казанского филиала НИАТ.[37]
- № 80 — гимназия № 122.
- № 82 — администрация Кировского и Московского районов.
- № 92 — здание яслей на 120 детей (арх. Андрей Спориус, 1938 год).[36]
- № 100 — ОАО «Тасма»
- № 108а — автобусный парк № 4; на территории автобусного парка установлен памятник водителям автобусов.
- за домом № 131 — Пороховое кладбище.

Двух-трёх-, так и более многоэтажные здания в середине улицы имеют преимущественно сталинский стиль. Ближе к восточному и западному концам улицы находятся дома-«хрущёвки», также на западе есть более современные высотные дома, в том числе XXI века постройки. Западная часть улицы среди общественности имеет дурную славу одного из трёх мест в городе, где концентрируются уличные проститутки.

## Общественный транспорт
По улице Восстания проложено множество автобусных маршрутов (10, 10а, 18, 20, 22, 36, 44, 45, 46, 47, 48, 49, 53, 62, 76, 79, 92, 97, 98), а также по её части западнее улицы Декабристов — встречные кольцевые троллейбусные маршруты № 4 и № 10 (с 1960 г., до 1990 г. — № 4б и 4а). На улице находится ПАТП-4 (д.108а).
По улице Декабристов улицу Восстания пересекает трамвайная линия, по которой по состоянию на начало 2011 года ходит один маршрут трамвая — № 9. С ноября 2011 года возобновлен маршрут № 13; с 2013 года маршруты № 9 и № 13 перенумерованы в № 1 и № 6 соответственно.

## Известные жители
В разное время на улице проживали писатель Аяз Гилязов (дом № 35), композитор, автор музыки Государственного гимна Татарстана Рустем Яхин (№ 38/51), директор Казанского завода оргсинтеза Владимир Лушников (№ 56/18), генерал-майор Фатых Булатов (№ 46), ректор КГЭИ, депутат ГД РФ Юрий Назмеев, историк Николай Бурмистров (оба — № 49), 1-й секретарь Казанского горкома КПСС Всеволод Сластников, директор проектного института «КазНИИтехфотопроект» Вячеслав Иванов (оба — № 54).